# Аска Ленґлі Сорю
Аска Ленґлі Сор'ю (яп. 惣流・アスカ・ラングレー) — персонаж аніме-серіалу та манги «Neon Genesis Evangelion» а також фільму «End of Evangelion». Друге Дитя, пілот Єви-02.

## Біографія
Її мати була японкою, а батько — німцем. Її рідна мова — німецька, але вона має американське громадянство. Вона вільно говорить японською, але її навчанню заважає погане володіння кандзі. Аска вундеркінд — закінчила коледж в 14 років. Після самогубства матері Аска переїхала до Німеччини.
Її мати, Кьоко Цепелін Сорю (яп. 惣流・キョウコ・ツェッペリン), можливо, напівяпонка-напівнімкеня, була вченою німецького крила GEHIRN проекту «Єва». Втратила розум після інциденту з Євою-02 і почала вважати ляльку Аски своєю рідною дочкою, відмовляючись визнавати саму Аску (серія № 22). У 2005 році, коли чотирилітня Аска хотіла сказати своїй матері, що її обрали пілотом Єви, вона побачила матір, що наклала на себе руки, повісивши себе і ляльку (серія № 24).
Після самогубства матері батько Аски одружується на докторі Ленґлі. Мачуха не піклувалася про Аску. Через швидке одруження Аска вирішила, що батько не тужить за її матір'ю, і це відклалося в її пам'яті. В день похоронів вона пообіцяла собі, що більше не плакатиме (серія № 22). Це бажання змусило пригнічувати більшу частину емоцій, що приховує психологічну травму дитинства завдану їй матір'ю.
Під час подій серіалу Аска вчиться пілотувати Єву-02 та вчиться в школі разом з іншими пілотами. До шкільного навчання вона ставить легковажно, що й не дивно, адже вона вже закінчила коледж, тобто має вищу освіту, а от до пілотування Єви-02 вона ставиться дуже серйозно. Вона горда своїм вмінням і тим, що є чудовим пілотом. Після переїзду в Японію Аска живе в квартирі Місато разом з нею та Сіндзі.

## Опис
Аска — горда, агресивна, сильна і вельми високої думки про свої здібності та зовнішність. Її зріст — 154 см, група крові — А (друга). Відмітні особливості — довге рудувате волосся і запальний характер. Спершу вона зображена як комедійний персонаж. Її важке минуле приховується і розкривається лише поступово, на відміну від її запального, ба навіть нарваного характеру. Вона часто вторгається в особистий простір інших людей, особливо Шінджі. В такий спосіб Аска привертає увагу людей, вона прагне аби її не ігнорували, як це колись робила її рідна мати. Гостро потребує бути самодостатньою і не розраховує на допомогу інших. Однак насправді вона потребує визнання та уваги з боку інших. Саме цим пояснюється її перфекціонізм — Аска завжди старається бути першою та найкращою. Це почуття вже стало частиною її характеру.
Її найкраща подруга — однокласниця Хікарі Хоракі, староста її класу. Вони досить близькі і саме в неї Ленґлі гостює після конфліктів з близькими. Також Асці подобається Рьодзі Кадзі, її колишній опікун, який ввічливо відхиляє її загравання.
Аска — пілот Єви, чим вона дуже пишається і вважає свого євангеліона особливим. У неї високий рівень синхронізації, і в звичайному стані вона попервах далеко випереджує Сіндзі, доки в бою його Єва не стає «берсерком». На відміну від інших пілотів Єв пишається своєю роботою. Для Аски Ангели — лише нові мішені, такі ж, як на тренажерах. Саму боротьбу з ангелами вона сприймає як  спосіб самореалізації. В неї нема усвідомленого прагнення врятувати світ чи захистити людство – для неї це просто почесна місія, на яку її відібрали за виняткові здібності.
Після поразки в битві з чотирнадцятим Ангелом Зеруїлом (серія № 19) Аска зламалася психологічно і впала в депресію, що відбилося на її самооцінці і ступені синхронізації з Євою. Під час бою з п'ятнадцятим ангелом Аріїлом, той змусив її пережити важкі спогади з дитинства, коли їй було чотири роки. Після цього Аска втратила волю до життя і стала нездатна пілотувати Єву. Це було для неї важким ударом, бо виявилося, що іншим вона потрібна лише як пілот Єви. В результаті вона починає ненавидіти весь світ, втікає з NERV’у та з квартири Місато. Її врешті-решт знаходить служба безпеки NERV'у у ванні напівзруйнованого будинку і поміщає в лікарню (серія № 24), де вона знаходиться в непритомному стані.
На початку «End of Evangelion» Аска лежить в реанімації. Вона майже мертва; вона розчарувалася в навколишньому світі і перш за все в собі. Її світ, який до того часу крутився навколо неї, зруйнований.
Важливим епізодом є битва Єви-02 з серійними євангеліонами. Аска б'ється з усіх сил і в люті буквально рве ворогів на шматочки, але потім в неї вичерпується енергія, а переможені євангеліони регенерують. Вони нападають на безпомічного євангеліона Аски і пожирають його. При цьому вона, ймовірно, гине.
Проте все ж таки це не кінець. В кінці фільму Аска стає єдиною людиною яку окрім себе Сіндзі відновив після компліментації людства.

## Стосунки з іншими персонажами

### Відносини з матір’ю
Аска вважає матір своїм ідеалом і найближчою людиною, але замість ласки і турботи отримує відчуження і як наслідок почуття власної неповноцінності. Перед самогубством її мати божеволіє і починає приймати за Аску її ляльку. Аска ніколи цього не забувала, багато раз переживаючи спогади дитинства. Аска постійно повторює, що вона не лялька.

### Відносини з Рей
Рей викликає інтерес у Аски. У ліфті, коли Рей порадила Асці відкритися перед Євою, Аска намагалася образити Рей, порівнявши її з лялькою, указуючи на зайву прихильність Рей до Ґендо Ікарі і її залежність від нього (серія № 22).
У шкільному дворі Аска говорить Рей, що пілоти Єв повинні дружити один з одним, тому що це вигідно (серія № 9). Проте, уявлення про життя у Аски однобокі, а її уявлення про дружбу дуже егоїстичні. Улюблений спосіб Аски зав’язування відносин є, швидше, формою соціальної агресії.

### Відносини з Місато
З Місато Кацураґі вона поводиться по-дитячому. Відношення Місато до Аски трохи нагадує материнську любов. Але все одно, Місато для Аски — перш за все командир, а вже потім — господиня квартири, в якій вона живе. Не зважаючи на суперечки з Місато, Аска не хоче здаватися перед нею слабкою і виконує її накази. Зухвала поведінка Аски розповсюджується не на всіх, а тільки на невпевнених в собі людей; з дорослими вона поводиться як доросла дівчина.

### Відносини з Кадзі
У серіалі показано бажання Аски любити Рьодзі Кадзі і бути коханкою для свого колишнього опікуна. Соціальний статус Аски не дає їй можливості виділитися: вона лише один з декількох пілотів Єви. Вона прагне бути ближче до Рьодзі при першій-ліпшій можливості, але не отримує взаємності. Аска ревнувала Кадзі до Місато Кацураґі.

### Відносини з Сіндзі
Аска принижує Сіндзі і примушує його прибирати та виконувати дрібну роботу в домі, коли живе разом з ним і Місато. Іноді Аска заграє з Сіндзі для того, щоб познущатися над ним або спробувати викликати ревнощі Каджі, останнє, втім, безуспішно. Аска вимагає від Сіндзі безумовного підпорядкування її командам, вважаючи себе лідером серед пілотів Єв (серія № 11).
Вона, можливо, отримує задоволення від флірту і загравання з Сіндзі (серія № 15). Через її власні психологічних проблеми, таких як відмова бути залежною від кого-небудь, Аска не бажає визнавати, що хоче уваги чи навіть пристрасті від Сіндзі. Через ряд причин, у тому числі і комплекс неповноцінності, Сіндзі не може усвідомити дійсні причини загравань Аски, в результаті яких лише страждає його самооцінка. Це злить Аску. Аска ревнує Сіндзі через його ставлення до Рей, що підсилює неприязнь Аски до Рей.

## Вік
Gainax не називає року народження Аски, а тільки вказує на те, що вона народилася 4 грудня і їй 14 років. Однак самими японцями вказується 2001 рік. Так як Аска народилася в грудні, може здатися, що 14 років їй виповниться тільки в грудні 2015 року, а значить, події серіалу також відбуваються в грудні, так як це є останній місяць року, а бої з Ангелами тривають до кінця 2015 року. Насправді ж, в даному випадку мається на увазі японська система підрахунку віку, при якому вік людини збільшується не в день свого народження, а в Новий рік. Коли Аска переїхала в Японію, її вік збільшився до 14-ти не в грудні, а 1 січня. Однак по європейському стилю її вік — 13 років, так як її чотирнадцятий день народження ще не настав.

## Імена і прізвища
Ас(у)ка — поширене японське чоловіче і жіноче ім'я, що походить від назви колишньої столиці Японії. Буква "У" в імені не читається (так само як і в словах Ріц(у)ко, Фуюц(у)кі), вимовляючи лише довге "С"
Друге ж ім'я, як і обидва прізвища Аски, є алюзією на авіаносець часів Другої світової війни, — американський «Ленглі». «Цепелін» посилає до німецького «Граф Цепелін». Флагман флоту, з яким Аска прибуває до Японії (серія № 8), — також авіаносець, але реальні кораблі, на відміну від «Over the Rainbow», були потоплені під час або незабаром після війни. При потопленні кораблів останнього удару завдала та сторона, якій корабель в той час належав: пошкоджений «Ленглі» був потоплений власним ескортом, а недобудований «Граф Цепелін» — радянським флотом.